# Coptosapelta olaciformis
Coptosapelta olaciformis är en måreväxtart som först beskrevs av Elmer Drew Merrill, och fick sitt nu gällande namn av Adolph Daniel Edward Elmer. Coptosapelta olaciformis ingår i släktet Coptosapelta och familjen måreväxter. Inga underarter finns listade i Catalogue of Life.